# No Fun Records
No Fun Records war ein deutsches Plattenlabel mit Sitz in Hannover.
Das Unternehmen wurde 1979 von der Band Hans-A-Plast und dem Musikredakteur Hollow Skai in Hannover gegründet. Das Label produzierte unter anderem auch Platten von Rotzkotz, Der moderne Man, Bärchen und die Milchbubis, Mythen in Tüten, UnterRock, Index Sign und den 39 Clocks. Nur wenige Veröffentlichungen erreichten fünfstellige Verkaufszahlen.